# Kondurtscha

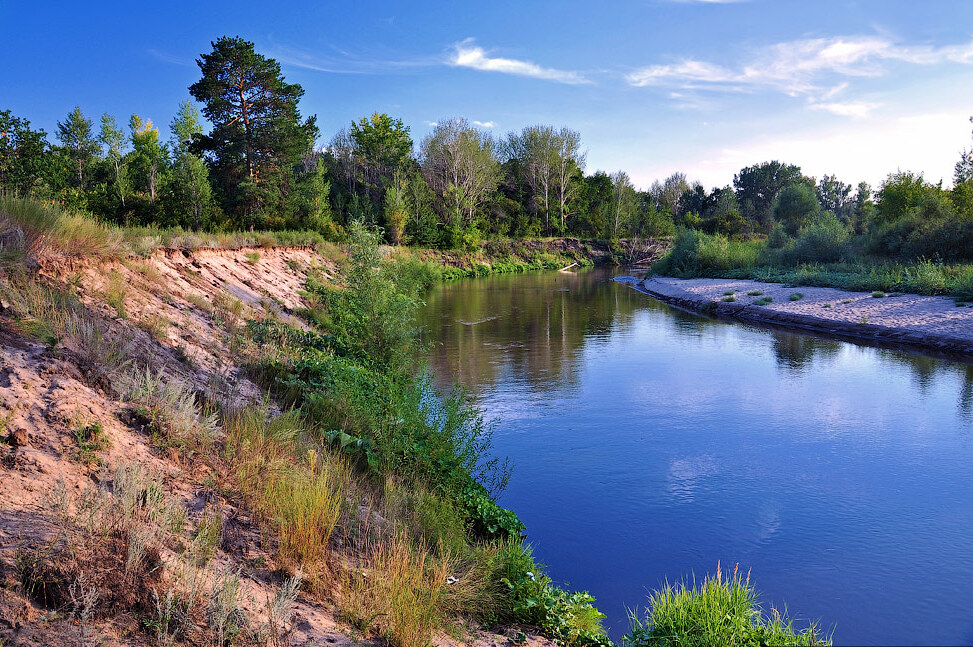
Kondurtscha

Die Kondurtscha (russisch Кондурча, tatarisch Кондырча/Qondırça) ist ein rechter Nebenfluss des Sok, der durch die Oblast Samara und Tatarstan in der Russischen Föderation fließt. Sie ist 294 km lang (davon 25 km in Tatarstan) und hat ein Einzugsgebiet von 3.950 km².

## Beschreibung
Die Kondurtscha entspringt im Norden der Oblast Samara in der Nähe des Dorfes Staraja Schentala. Sie fließt in vorwiegend westlicher Richtung durch die landwirtschaftlich geprägte Region, ehe sie östlich von Nurlat die Republik Tatarstan erreicht.
Sie passiert die Stadt im Süden und kehrt bereits nach wenigen Kilometern in die Oblast Samara zurück. Hier wendet sich die Kondurtscha in vorwiegend südwestliche und südliche Richtungen. Sie durchfließt den nördlichen Teil der Oblast Samara und mündet bei Krasny Jar nordöstlich von Samara in den Sok, einen Zufluss der Wolga.
Hauptzuflüsse der Kondurtscha sind die Schlama und die Lipowka. Eine größere Stadt an der Kondurtscha ist Nurlat. Der Fluss ist durchschnittlich von November bis April gefroren.

## Geschichte
Am 18. Juni 1391 fand hier die Schlacht an der Kondurtscha zwischen der Goldenen Horde unter Toktamisch und dem Emir Timur statt, bei der Toktamisch im zweiten Feldzug Timurs gegen ihn vernichtend geschlagen wurde. Die Flüchtenden der Goldenen Horde wurden anschließend zwei Tage lang bis an die Ufer der Wolga verfolgt, was einen in der Literatur geschilderten dreitägigen Kampf erklärt.